# Phanoperla flaveola
Phanoperla flaveola is een steenvlieg uit de familie borstelsteenvliegen (Perlidae). De wetenschappelijke naam van de soort is voor het eerst geldig gepubliceerd in 1910 door Klapálek.